# Megatron

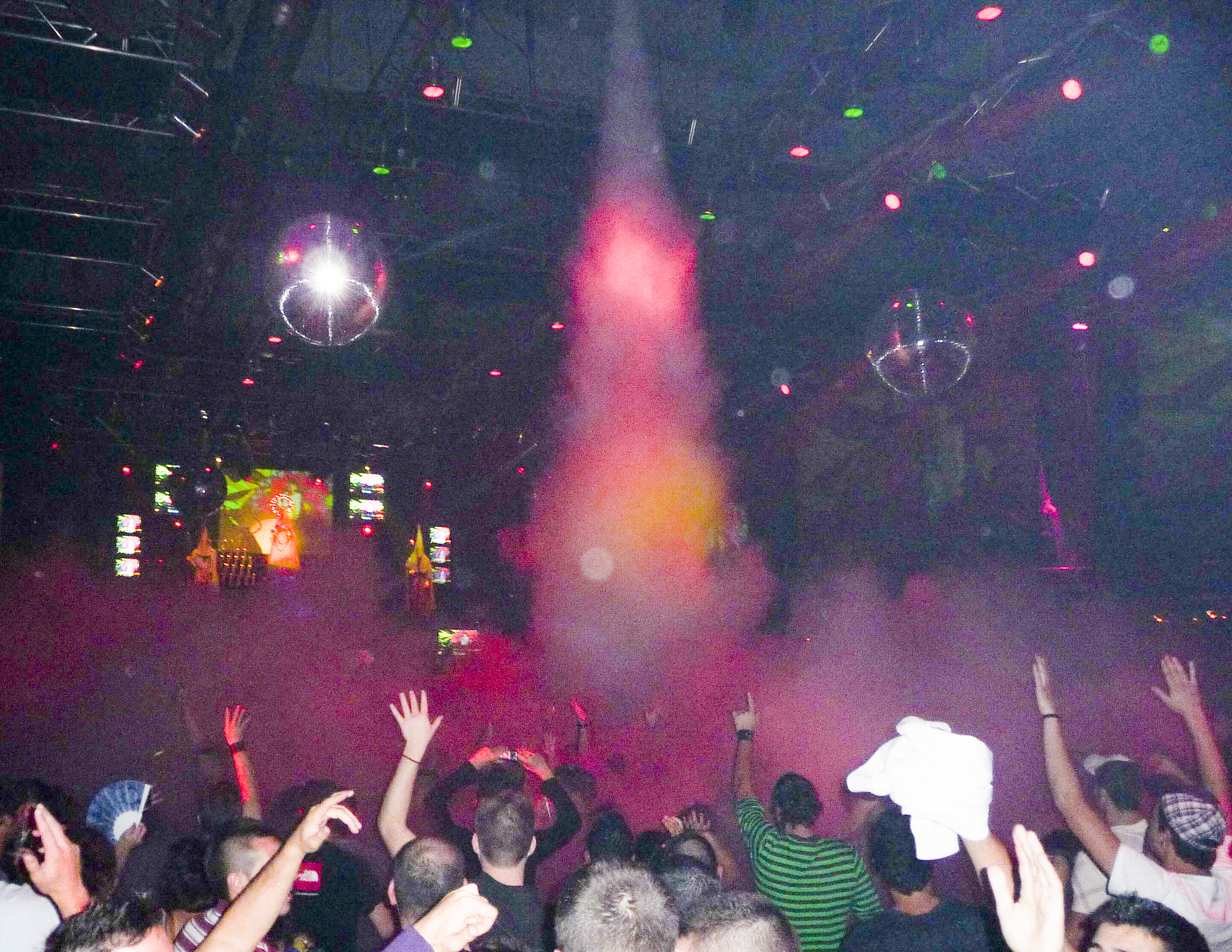
Raig de megatron a la discoteca Fabrik de Madrid

Megatron és el nom d'un efecte especial típic de les discoteques de música dance i d'altres tipus d'espectacles. Consisteix en un raig extremadament potent de gas blanc que es produeix amb diòxid de carboni líquid i gasós en expandir-se. Aquest gas surt per unes canonades situades al sostre de l'establiment amb una temperatura original de 78,5 graus sota zero (temperatura del gel sec). Mentre surt produeix un gran estrèpit i rebaixa la temperatura de l'ambient uns graus, fet que contribueix a la seva climatització i a refrescar les persones que hi romanen. A més, deixa una atmosfera de boira espessa durant uns moments. Les descàrregues de megatron es fan quan la música puja de nivell. Segons la mida i la inversió de les discoteques o sales d'espectacles hi ha una o més sortides de megatron.
L'efecte rep aquest nom per la primera discoteca a que va tenir aquest equipament, Megatron a Mataró, anys després reanomenada com a Chasis.